# Benzo(a)pyrene
Benzo[a]pyrene, gọi tắt là BaP là một hydrocarbon thơm đa vòng và là sản phẩm của quá trình đốt cháy không hoàn toàn chất hữu cơ ở nhiệt độ từ 300 °C (572 °F) đến 600 °C (1.112 °F). Các hợp chất phổ biến có thể được tìm thấy trong than đá, khói thuốc lá và nhiều loại thực phẩm, đặc biệt là thịt nướng. Chất có công thức C
20H
12 là một loại trong benzopyrene, được hình thành bởi một vòng benzen được kết hợp với pyren. Các chất chuyển hóa diol epoxit (thường được gọi là BPDE) phản ứng và gắn kết với DNA, dẫn đến đột biến và cuối cùng là ung thư. Nó được liệt kê như một chất gây ung thư nhóm IARC.

## Độc hại

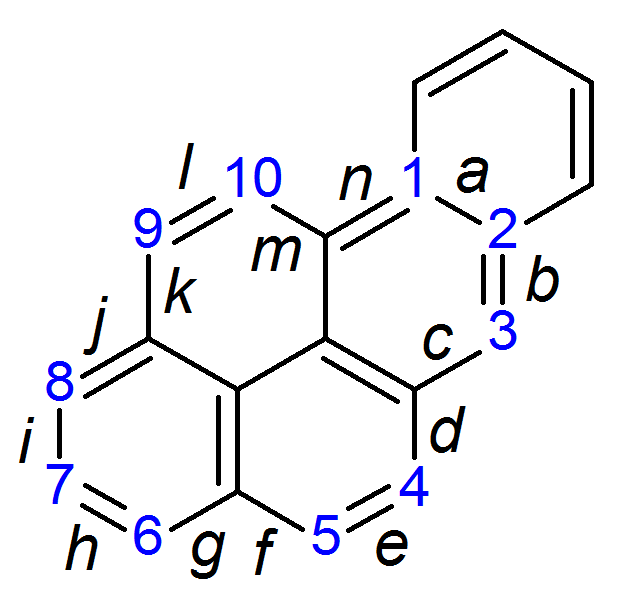
Benzo[a]pyrene, cho thấy các vòng pyren cơ bản và số và địa điểm tổng hợp vòng theo danh mục IUPAC hóa học hữu cơ.

### Tương tác với DNA

Chuyển hóa benzoapyrene sản sinh ra chất gây ung thư benzoapyren-7,8-dihydrodiol-9,10-epoxit.

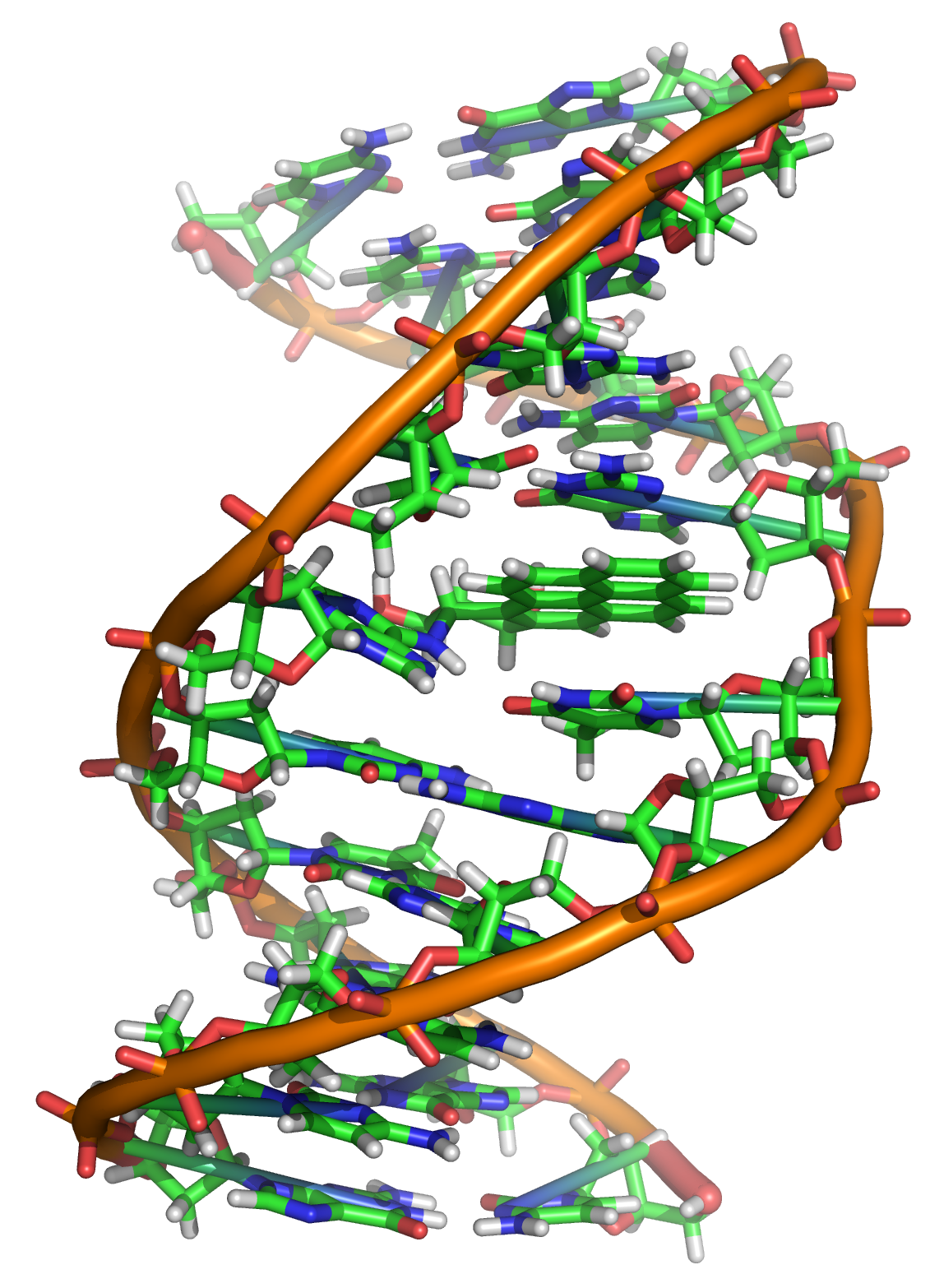
Một chất gắn kết DNA (ở giữa) benzoapyrene, gây đột biến chính trong khói thuốc lá.